# 贝尔福区
贝尔福区（法語：Arrondissement de Belfort）是法国勃艮第-弗朗什-孔泰大区贝尔福地区省所辖的一个区。总面积609.4平方公里，总人口142622，人口密度234人/平方公里（2017年）。主要城镇为贝尔福。

## 辖区
贝尔福区辖有102个市镇。

## 社会
2021年随着COVID-19法国疫情加重，中国领事馆向包括斯特拉斯堡、兰斯、梅斯、南锡、特鲁瓦、贝桑松、贝尔福等地的侨胞发放防疫物资。